# Flissa
La Flissa (en kabyle : ⴰⵊⵏⵡⵉ ajenwi) est un sabre traditionnel fabriqué en Algérie, originaire du savoir faire de la tribu kabyle des Iflissen Lebhar, d'où l'origine de son nom, d'une taille allant de 50 cm à un mètre. La flissa se distingue par une forme droite de la lame, des motifs gravés sur la lame et par un manche zoomorphe.

## Caractéristiques

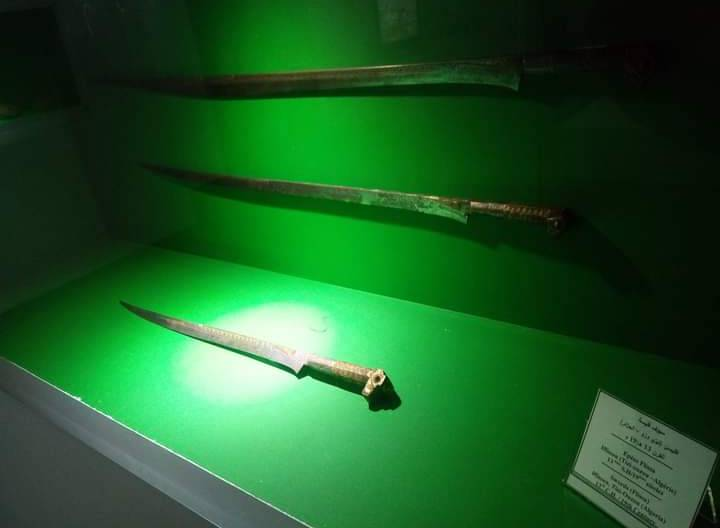
Flissa de la Kabylie du XIX, exposé au Musée national des antiquités et des arts islamiques à Alger.

### Flissa à lame droites avec manche en métal et sans garde
Grand sabre droit à pointe effilée, double courbure du tranchant sans garde et manche en métal à tête animale (chimère, chien ou oiseau). Elle est constituée d’une fusée forgée avec la lame et comprenant une partie massive octogonale (irrégulière) et une lamelle sur laquelle deux plaquettes de bois sont rivées et plaquées de cuivre gravé. La décoration est la même des deux côtés de la lame et est composée d'un premier motif souvent circulaire en début de lame et différents selon les fabricants puis d'un motif linéaire le long de la lame.
Fabriqué par la tribu des Iflissen Lebhar (Iflissen de la mer) de Grande Kabylie installée entre Dellys et Azeffoun (Kabylie maritime). C'était l'une des cinq peuplades du Djurdjura de l'antiquité. 
Le terme « flissa » a été donné par les Français par déformation d’« Iflissen ». Les Kabyles, quant à eux, utilisent le terme « Ajenwi » (« poignard ») mot dérivé du nom de la ville de Gênes d'où étaient importées les lames qui servaient à sa fabrication ou le terme « Asekkin » de l'arabe (« Sekkine »).

### Flissa à lame courbe avec manche en bois avec garde
Sabre à lame courbe et pointue de 50 cm à plus de 1 mètre : la décoration est également sur les deux faces mais seulement composée d'un motif linéaire décoré d'arabesques avec des incrustations de métal doré (or, laiton, cuivre), manche en bois sculpté zoomorphe typique et fourreau en noyer fourni principalement par les At-Gratib (vallée de la Soummam) formé de deux parties liées par des bracelets de fer, cuivre ou argent maintenus en place par poinçonnage. La face externe est décorée de gravures et comporte de quatre à cinq pontets d’attache (selon la longueur de l’arme) dans lesquels passe une bandoulière pour le port à gauche du Flissa. La face externe offre, entre les bracelets, des registres de décorations avec des zigzags et des triangles comme le manche.
Il existe une variante beaucoup plus rare, où le manche et le fourreau sont fabriqués de laiton repoussé décoré d'arabesques.

## Décoration des lames
Le talon est à décoration circulaire, triangulaire, ou en croissant gravé au ciseau et incrusté de cuivre ou de laiton. Cette décoration serait différente selon les tribus et serait un signe d'appartenance.
Sur chaque face, sur le long de la lame, un long motif de type linéaire est dessiné selon deux techniques : par gravure du fer aux ciseaux et par incrustation de cuivre surfacées et regravées.

## Centres de fabrication
Le plus réputé est celui des Iflissen Lebhar (« Iflissen de la mer ») de Grande Kabylie installée entre Dellys et Azeffoun (Kabylie maritime). C’était l’une des cinq peuplades du Djurdjura de l’antiquité.
D’autres, comme les Ait Berbache, avaient des forges renommées, mais surtout dans le domaine des outils agricoles. Plus tard, les Ait Yenni, maîtres dans l’artisanat des bijoux, copièrent les Flissa, sans atteindre la qualité des productions des Iflissen (surtout au niveau des pommeaux). Le fer provient soit de la mine de Timizart sur le territoire des Ait Berdache dans la vallée de la Soummam (fer de qualité moyenne) ou est d’importation européenne (en lames ou en fer aciéré de qualité) par les ports d'Alger, Béjaïa ou Tunis.